# Botanophila rubrifrons
Botanophila rubrifrons är en tvåvingeart som först beskrevs av Ringdahl 1933.  Botanophila rubrifrons ingår i släktet Botanophila och familjen blomsterflugor. Arten är reproducerande i Sverige. Inga underarter finns listade i Catalogue of Life.